# Christopher Scott
Christopher Scott, né le 7 juin 2002 à Cologne en Allemagne, est un footballeur allemand qui joue au poste de milieu offensif au Royal Antwerp FC.

## Biographie

### En club
Ayant effectué toute sa formation au Bayer 04 Leverkusen, avec qui il joue notamment en UEFA Youth League lors de la saison 2019-2020, Christopher Scott rejoint le Bayern en janvier 2020,.
Scott fait ses débuts pour le Bayern Munich le 10 avril 2021, lors d'un match nul 1-1 contre l'Union Berlin en Bundesliga.

### En sélections nationales
Christopher Scott est international allemand en équipe de jeunes, ayant joué pour l'Allemagne dès les moins de 15 ans, ayant ensuite connu plusieurs sélections en moins de 17 puis en moins de 19 à partir de 2020

## Palmarès
| Bayern Munich - Championnat d'Allemagne (1) : - Champion en 2020-21 |

 Royal Antwerp FC
- Coupe de Belgique
  - Vainqueur : 2023
- Championnat de Belgique
  - Champion : 2023